# Eupetaurus cinereus
Lo scoiattolo volante lanoso (Eupetaurus cinereus Thomas, 1888), unica specie del genere Eupetaurus Thomas, 1888, è uno scoiattolo volante endemico del Pakistan. Fino a pochi anni fa le uniche conoscenze scientifiche su questo raro animale si limitavano a 11 pelli raccolte verso la fine del XIX secolo. Tuttavia, ricerche recenti hanno confermato che la specie è ancora presente nelle regioni del Kashmir sotto il controllo pakistano. È la specie più lunga della famiglia degli Sciuridi, nonché l'animale planatore più pesante conosciuto, dato che le osservazioni in natura hanno confermato che, nonostante le dimensioni, è in grado di planare proprio come gli altri scoiattoli volanti.

## Descrizione
Con una lunghezza (coda esclusa), di 45–60 cm, lo scoiattolo volante lanoso presenta dimensioni piuttosto grandi rispetto agli altri scoiattoli volanti. I suoi denti guanciali sono unici nel loro genere, dal momento che presentano corone sia piatte che alte (struttura ipsodonte); questa caratteristica colloca Eupetaurus in una posizione distinta da quella degli altri scoiattoli, e lascia ipotizzare che l'animale si nutra di sostanze vegetali molto abrasive, come gli aghi di pino. Possiede una pelliccia lunga e folta, con una colorazione brizzolata che dà l'impressione di essere costituita da lana, da cui il nome comune.
Per le sue grandi dimensioni e la dentatura, lo scoiattolo volante lanoso è uno scoiattolo volante unico. Ciò spinse alcuni ricercatori del passato a classificarlo addirittura in una famiglia a parte. Bisogna ricordare, però, che essi avevano a disposizione solamente pochi disegni, peraltro neanche troppo accurati, del cranio e della mascella inferiore. Più recentemente (1997), Zahler e Woods hanno ipotizzato che Eupetaurus sia strettamente imparentato a un altro genere comprendente scoiattoli volanti di grandi dimensioni, Petaurista.

## Distribuzione e habitat
La presenza dello scoiattolo volante lanoso è stata riscontrata solamente nel Pakistan settentrionale, nella regione attorno alla città di Gilgit (distretti di Chitral e di Astor). Altri esemplari, di provenienza incerta, sono stati rinvenuti in bazar di Tibet e Yunnan (Cina). A partire dal 1994, alcuni esemplari sono stati catturati nella valle di Sai e nelle località di Gorabad e Balti Gali, sempre nel nord del Pakistan. Nel 2004, la specie venne filmata per la prima volta, da Dinets, nella valle di Raikot, presso il Nanga Parbat (Pakistan). L'habitat prediletto sembra essere costituito da foreste di conifere di altitudine associate a falesie e caverne.

## Biologia
Conosciamo ben poco sulle abitudini di questo raro animale di montagna. I suoi artigli smussati lasciano ipotizzare che viva su terreni rocciosi, o che almeno li frequenti spesso. Si nutre di muschi, licheni e della vegetazione delle conifere. Il mantello estremamente folto gli assicura una buona protezione contro il clima rigido delle regioni in cui abita. Un esemplare immaturo, conservato al British Museum, venne catturato il 17 aprile, il che suggerisce che l'animale si riproduca piuttosto presto, agli inizi della primavera, e che possa avere due nidiate all'anno.

## Conservazione
Lo scoiattolo volante lanoso, avvistato per l'ultima volta nel 1924, venne «riscoperto» solamente l'8 luglio 1994, quando venne catturata una femmina nella valle di Sai (Pakistan settentrionale). Essa si trovava in una piccola caverna posta su una falesia verticale a 3200 m di quota; trascorse in cattività la notte seguente la cattura, rimanendo attiva tra le 22:00 e le 04:00. Quando venne rimessa in libertà, tornò subito alla sua caverna arrampicandosi lungo la parete. Gli abitanti locali sostengono che la specie occupi un'arida area montuosa di circa 500 km² lungo entrambe le sponde del fiume Indo, e che viva sempre in caverne situate in pareti verticali; è un animale solitario, attivo tutto l'anno, che si arrampica sugli alberi di conifere alla ricerca di cibo. Sempre sulla base di ciò che riferiscono i locali, si è scoperto che 20-25 anni fa era molto più comune, e che il declino della popolazione è dovuto soprattutto all'abbattimento degli alberi di conifere che forniscono a essa il nutrimento. Lo scoiattolo non viene cacciato, ma molti locali penetrano nelle caverne in cui dimora per raccoglierne l'urina, venduta come ingrediente per molti farmaci. La IUCN lo colloca tra le specie in pericolo, dal momento che si stima ne rimangano meno di 2500 esemplari.